# Castildelgado
Castildelgado és un municipi de la província de Burgos a la comunitat autònoma de Castella i Lleó. Forma part de la comarca de Montes de Oca. Limita al nord amb Redecilla del Campo i Ibrillos, a l'est amb Redecilla del Camino, al sud amb Bascuñana, i a l'oest amb Viloria de Rioja.

## Demografia
| 1991 |  | 1996 |  | 2001 |  | 2004 |
| ---- |  | ---- |  | ---- |  | ---- |
| 95   |  | 83   |  | 79   |  | 70   |